# Белфорте Монферато
Белфо̀рте Монфера̀то (на италиански: Belforte Monferrato, на местен диалект: Balforte, Балфорте) е село и община в Северна Италия, провинция Алесандрия, регион Пиемонт. Разположено е на 297 m надморска височина. Населението на общината е 501 души (към 2010 г.).